# Anaxyrus compactilis
Anaxyrus compactilis es una especie de anfibios de la familia Bufonidae. Es endémica de México.
Su hábitat natural incluye zonas de arbustos tropicales o subtropicales y secos y marismas de agua dulce.